# ضخامة الأطراف
عِظَم الأطراف (بالإنجليزية: Acromegaly)‏ أو العَرْطَلَة وتسمى أيضاً ضخامة النهايات هي متلازمة تنتج عند زيادة إفراز هرمون النمو(GH) من قبل الفص الأمامي للغدة النخامية، وذلك بعد توقف الصفائح (أو الغضاريف) المشاشية عن النمو ويحدث ذلك عند البلوغ، أما زيادة هرمون النمو قبل توقفها عن النمو ينتج عنه مرض العملقة، هنالك عدة اضطرابات قد تزيد من إفراز هرمون النمو، أكثرها شيوعا أورام الغدة النخامية، قد يؤدي مرض العرطلة إلى تشوهات خطيرة ومضاعفات مميتة، ونظراً لكونه مرضاً بطيء التقدم غالباً ما يتأخر اكتشافه بعد أن يظهر تأثيره على المظهر الخارجي لا سيما الوجه.

## الأعراض والعلامات
- تضخم في الأنسجة الرخوة مما يؤدي إلى زيادة حجم اليد والقدم والأنف والأذن والجلد، فيلاحظ المريض عدم ملاءمة حذائه أو خاتمه.
- تضخم الأعضاء الداخلية كالقلب ومن ثم ضعف عضلاته، والكلى، والأحبال الصوتية فيصبح صوته أجش.
- زيادة في حجم الجمجمة.
- بروز عظمة الفك السفلي مع زيادة حجم اللسان وتباعد الأسنان.
- متلازمة المجرى الرسغي.
- فرط التعرق وزيادة الإفرازات الدهنية و فرط الإشعار وظهور تصبغات جلدية وأورام حميدة في الجلد.[5]

### المضاعفات
- صداع شديد.
- التهابات المفاصل.
- السكري (زيادة هرمون النمو يتبعها زيادة في مقاومة الخلايا للإنسولين).
- ارتفاع ضغط الدم.
- قصور القلب.
- تليف الكبد.
- قصور كلوي.
- سرطان القولون والمستقيم.[6]
- عمى الشقين الصدغيين بسبب ضغط الورم على العصب البصري (التصالبة البصرية).

## الأسباب

### ورم الغدة النخامية
أكثر من 90% من الحالات ترجع إلى ورم حميد في الغدة النخامية يتسبب في زيادة إفراز هرمون النمو، يضغط هذا الورم على باقي أجزاء الغدة مما يؤثر على الهرمونات الأخرى التي تفرزها فيؤدي إلى اضطرابات الدورة الشهرية وإفرازات الثدي لدى الإناث، وضعف الانتصاب لدى الذكور، كما يضغط على العصب البصري (التصالبة البصرية) والمخ مسببا صداعاً واضطرابات في الرؤية، وتعتمد هذه الأعراض على حجم وسرعة نمو الورم.
قد يحدث الورم بسبب طفرة مكتسبة في الجين المنظم لمرور الإشارات الكيميائية بين الخلايا الغدية والتي تعطي الأمر للخلايا بالانقسام أو إفراز هرمون النمو، أما الأحداث التي تتم في الخلية والتي يتبعها زيادة إفراز الهرمون فهي تحت البحث حالياً.
قد يكون مصحوبا بمتلازمة ماكيون أولبرايت (متلازمة ماكيون أولبرايت)

### أورام أخرى
قد تفرز أورام البنكرياس والرئة والغدد الكظرية هرمون النمو أو الهرمون المطلق لهرمون النمو GHRH والذي يشير ارتفاع مستواه في الدم إلى أن للمرض سببا آخر خلاف ورم الغدة النخامية، وعند إزالة هذه الأورام جراحياً ينخفض مستوى هرمون النمو في الدم ويتحسن المريض.

## التشخيص

### التحاليل المعملية
قياس العامل الأول شبيه الإنسولين IGF1 هو الاختبار الأكثر حساسية، يليه اختبار تثبيط هرمون النمو باستعمال جرعة من الجلوكوز (و لا يمكن الاعتماد على قياس واحد لهرمون النمو في الدم نظرا لتغير مستواه مراراً خلال اليوم حتى في الأصحاء)، يتم هذا الاختبار عن طريق تناول المريض ل 75-100 جم جلوكوز، في الشخص الطبيعي ينخفض مستوى هرمون النمو لأقل من 1 ميكروجرام/لتر، أما الشخص المصاب بالمرض فيظل مستواه مرتفعاً.

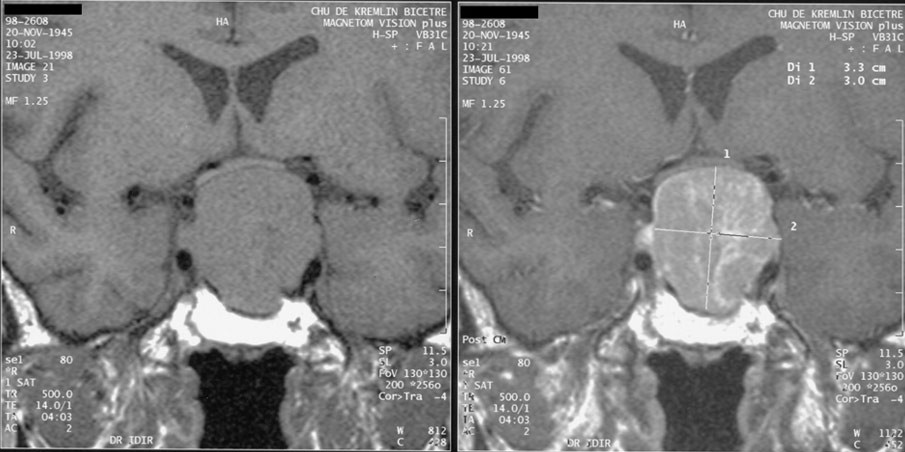
أشعة رنين مغناطيسي توضح ورم الغدة النخامية الضاغط على التصالبة البصرية

و كذلك قياس هرمونات الغدة النخامية الأخرى لدراسة تأثير الورم عليها؛ كالهرمون الموجه للغدة الدرقية والهرمونات الموجهة للغدد التناسلية و الهرمون الموجه لقشرة الغدة الكظرية، و هرمون اللبن.

### الأشعة
عن طريق أشعة الرنين المغناطيسي على المخ وتحديدا منطقة السرج التركي (sella turcica) تظهر الغدة النخامية و تحت المهاد (hypothalamus).

### الأكروميجالي الكاذب
ظهور السمات العادية لمريض العرطلة من دون زيادة في مستويات هرمون النمو والعامل الأول شبيه الإنسولين، قد يسببه استخدام المينوكسيديل بجرعات زائدة ، أو خلل في آلية عمل الإنسولين يعيق وظيفته الأيضية ويبقي على تأثيره المحفز لانقسام الخلايا.

## العلاج
هدف العلاج هو إعادة الغدة لحجمها الطبيعي لإيقاف الانضغاط الناجم عنها على المخ، وإعادتها لوظيفتها الطبيعية، وتحسين الأعراض الناتجة عن الورم، ويشمل العلاج بالجراحة والأدوية و الأشعة.

### العلاج الدوائي

#### بدائل السوماتوستاتين
البدائل الصناعية لهرمون السوماتوستاتين (somatostatin analogue) المضاد لهرمون النمو كالأكتروتايد(octreotide)، بعضها طويلة المدى تحقن كل أسبوعين إلى أربع أسابيع، وفي أغلب المرضى تنجح في تخفيض مستوى هرمون النمو خلال ساعة وعلاج الصداع الناجم عن الورم خلال دقائق، كما تنجح في علاج مرض العرطلة الناتج عن أورام أخرى خلاف الغدة النخامية، وقد يستخدم الدواء لتقليل حجم الورم قبل الجراحة.
و نظراً لتأثيره المثبط للقناة الهضمية والبنكرياس؛ يصاب ثلث المرضى بغازات وغثيان، و 25% منهم بحصوات مرارية. وقد يثبط إفراز الإنسولين مسبباً مرض السكري، على جانب آخر وجد بعض العلماء أن مرضى التضخم المصابين بالفعل بمرض السكري قد يساعدهم الأكتروتايد على تقليل جرعة الإنسولين وتنظيم مستوى السكر في الدم.

#### نواهض الدوبامين
في حالة عدم الاستجابة لبدائل السوماتوستاتين أو وجود موانع استعمال يمكن استخدام نواهض الدوبامين (dopamine agonist) كالبروموكريبتين أو الكابرجولين، في صورة أقراص أقل تكلفة من الحقن، وهو علاج فعال في الحالات المصحوبة بزيادة إفراز هرمون اللبن من الغدة، ويمكن أن يستخدم إلى جانب بدائل السوماتوستاتين، وعلى الرغم من أن نواهض الدوبامين تنجح في تخفيض مستوى هرمون النمو والعامل الأول شبيه الإنسولين وتقليل حجم الورم في أقل من نصف المرضى فقط؛ إلا أنها تنجح في تحسين أعراض المرض وإن ظل مستوى الهرمون مرتفعاً.
تتمثل الأعراض الجانبية لنواهض الدوبامين في الغثيان والقيء ودوار عند الوقوف و احتقان الأنف؛ لكن يمكن تقليل حدتها عن طريق تناولها مع الوجبات أو قبل النوم بجرعات صغيرة ثم زيادتها تدريجياً حتى الوصول إلى الجرعة العلاجية.

#### مضاداتمستقبلاتهرمون النمو
يعتبر أحدث علاج دوائي لمرض ضخامة الأطراف هو مضاد هرمون النمو المتمثل في البيجفيسومانت (سومافيرت) والذي يحجب تأثير هرمون النمو على الخلايا، وهو فعال في جميع المرضى. يحقن تحت الجلد يومياً، أو مرة أسبوعياً إلى جانب بدائل السوماتوستاتين طويلة المدى.

### الجراحة
إزالة ورم الغدة النخامية علاج سريع وفعال ويوجد طريقتان: الأولى «جراحة عبر الوتدي داخل الأنف» ويتم فيها الوصول إلى الغدة عبر شق صغير في إحدى جداري الأنف، والثانية عبر شق أمامي خلف الشفاة العليا فوق الفك العلوي مباشرة. يتبعهما شق آخر في وتيرة الأنف (septum).
الطريقة الأولى عبر الأنف هي الأكثر شيوعا الآن فهي أقل تدخلاً، ويتماثل بعدها المريض للشفاء بشكل أسرع، كما أن احتمالية إزالة الورم كاملاً بأقل الأعراض الجانبية أكبر.
تنجح الجراحة في تخفيض مستوى هرمون النمو وتقليل الضغط الواقع على المخ، ويعتمد نجاحها على مهارة الجراح ومستوى الهرمون وحجم الغدة قبل العملية؛ فهي أكثر نجاحا فيمن يقل مستوى الهرمون لديهم عن 40 نانوجرام/ملل، وقطر الورم عن 10 مم قبل الجراحة. وفي دراسة أعدت على 1,360 شخص حول العالم مباشرة بعد الجراحة، وجد أن مستوى الهرمون لدى 60% منهم بالقياس العشوائي أقل من 5 نانوجرام/ملل.
و في حالة عدم إمكانية إزالة الورم كلياً يعتمد المريض علاجاً دوائياً أو إشعاعياً بعد الجراحة.
أما عن مضاعفات الجراحة فتشمل تسرب السائل النخاعي، التهاب الأغشية السحائية، أو إحداث ضرر بالأجزاء السليمة من الغدة يتطلب علاج هرموني بديل مدى الحياة.
و حتى مع نجاح العملية، يجب فحص المريض لسنوات بعدها نظرا لاحتمالية ظهور الورم مرة أخرى، وعلى الأغلب يقل مستوى الهرمون لكنه لا يعود للمستوى الطبيعي؛ مما يتطلب علاجاً دوائياً.

### العلاج بالأشعة
يمكن اعتمادها على حدة، أو بجانب العلاج الدوائي أو الجراحي، وعادة ما تستخدم بعد الجراحة إذا لم تتم إزالة الورم كلياً. وتقسم على جرعات خلال أربع إلى ست أسابيع، وتنجح في تخفيض مستوى هرمون النمو بنسبة 50% خلال سنتين إلى خمس سنوات. قد تتسبب في تخفيض نسب هرمونات الغدة النخامية الأخرى تدريجياً، وفي حالات نادرة جداً أضرار للمخ و فقدان البصر.

### اختيار العلاج
طريقة العلاج تختلف بحسب حالة المريض؛ كسنه وحجم الورم، فالاستئصال الجراحي من قبل جراح أعصاب هو الخيار الأول إذا لم يغزُ الورم أنسجة المخ المحيطة بعد، وتتم متابعة المريض فإذا لم يعد الهرمون لمستواه الطبيعي أو حدثت انتكاسة يعالج المريض دوائياً؛ والخيار الأول هو الاكتروتايد أو اللانروتايد، لكن البروموكريبتين أو الكابرجولين أقل تكلفة وأسهل استعمالاً. وكلاهما يجب استخدامه على المدى الطويل؛ لأن الانسحاب المفاجئ قد يرفع مستوى الهرمون ثانيةً أو يتسبب في زيادة حجم الورم. أما الأشعة فتستخدم في حالات إزالة الورم جزئياً، أو وجود مشاكل صحية تعيق الجراحة، أو فشل العلاج الدوائي والجراحي.

## توقعات سير المرض
تتحسن الأعراض والمضاعفات جزئياً أو تختفي تماماً مع العلاج الناجح؛ كالصداع واضطرابات الرؤية والسكري وفرط التعرق، كذلك تضخم الأنسجة الرخوة وملامح الوجه تعود لحالتها الطبيعية وإن كانت تتطلب بعض الوقت، أما مأمول العمر فيماثل نظيره لدى الشخص الطبيعي بعد العلاج الناجح المبكر للمرض.

## روابط خارجية
- New guidelines for the treatment of acromegaly, a serious growth hormone disorder - News-Medical.net